# ステュムパーロスの鳥

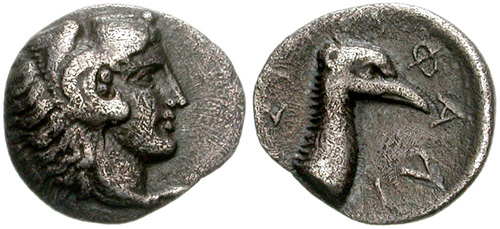
アルカディアー地方の都市ステュムパーロスのオボロス銀貨。ヘーラクレースとステュムパーロスの鳥が描かれている。

ステュムパーロスの鳥（ステュムパーロスのとり、古希: Ορνιθες Στυμφαλιδες, Ornithes Stymphālides, 英: Stymphalian Birds）あるいはステュムパーリデス（古希: Στυμφαλιδες, Stymphālides）は、ギリシア神話に登場する怪鳥である。ステュムパーリデスは複数形であり、文献には原則として複数形で現れる。日本語ではステュムパーロス湖の鳥、ステュムパーリデスの鳥などとも表記される。

## 神話
ステュムパーロスの鳥は非常に数が多く、狼の害を避けるために、アルカディアー地方のステュムパーロス湖畔の深い森に集団で棲んでいた。この鳥達はかつて軍神アレースに養われており、爪、翼、嘴が青銅で出来ていたともいわれる。翼の羽根は鋭利であり、翼を羽ばたかせることで羽根を飛ばし、攻撃することができた。人間を襲って食い殺した。あるいは周辺地域の穀物を荒らした。

### ヘーラクレースの試練

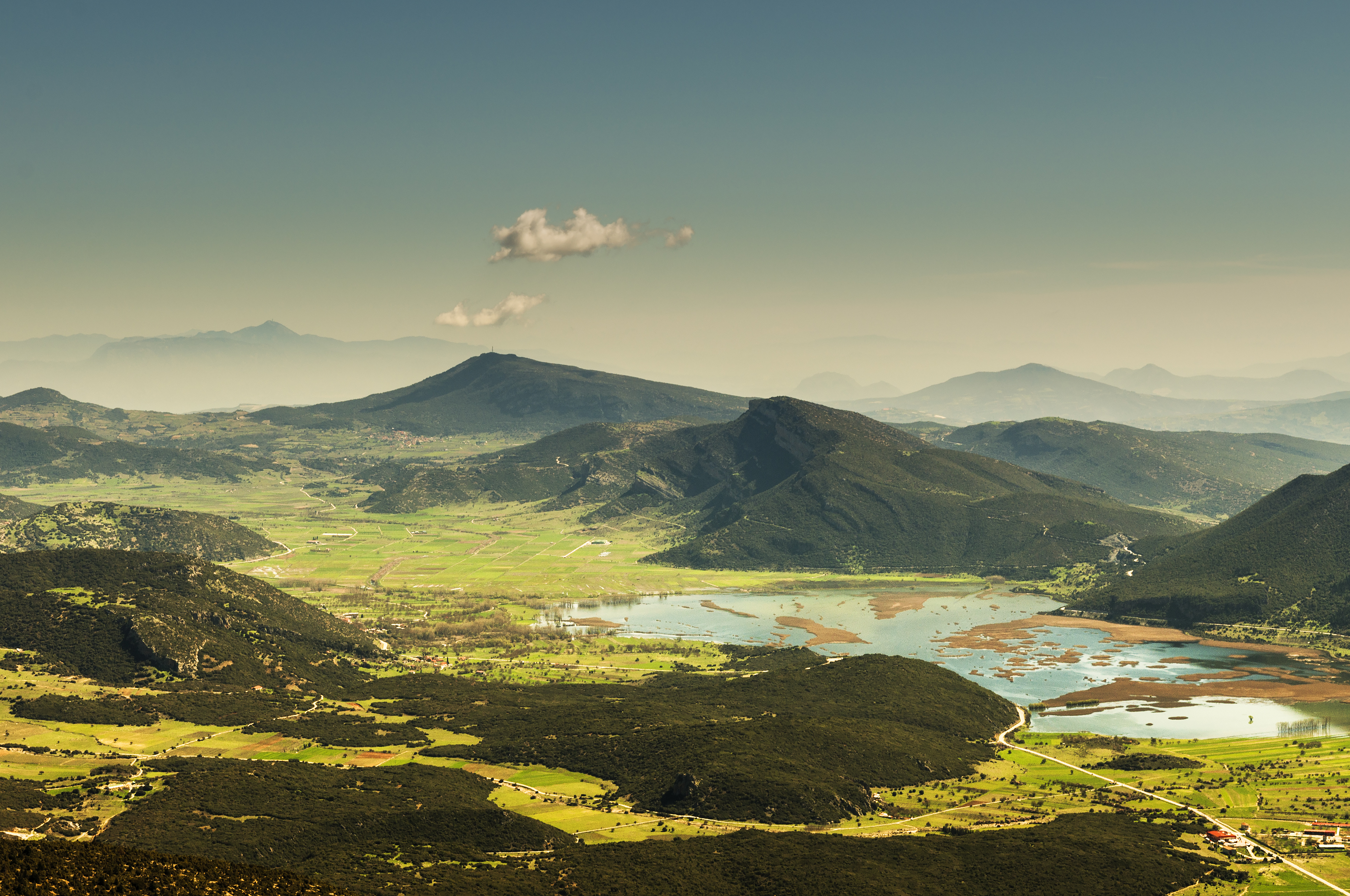
怪鳥が棲息したとされるステュムパーロス湖。

ステュムパーロスの鳥の退治はヘーラクレースの12の難行の一つであった。アポロドーロスはこれを第6の難行とし、シケリアのディオドーロスやヒュギーヌスは第5の難行としている。
ヘーラクレースの叙事詩を書いたとされるカミーロスのペイサンドロスなどによると、ヘーラクレースはガラガラを鳴らして鳥たちを追い払った。後代の伝承では、ヘーラクレースはこれらの鳥を射殺したとも語られている。アポロドーロスによると、ヘーラクレースは最初、鳥のあまりの多さに頭を抱えたという。アテーナーは鍛冶神ヘーパイストスに頼んで巨大な青銅製のガラガラをもらって来て、ヘーラクレースに与えた。そこでヘーラクレースはガラガラを鳴らして、大騒音を起こし、驚いた鳥たちが一斉に飛び立ったところをヒュドラーの毒矢で射落とした。その後、少数だが生き残った鳥はギリシアには二度と戻らなかったとされる。
シケリアのディオドーロスは、ガラガラを鳴らして、怯えた鳥たちを降伏させた後に、湖を掃除したと述べている。

### アルゴー船の冒険
ステュムパーロスの鳥はロドスのアポローニオスの叙事詩『アルゴナウティカ』にも登場する。『アルゴナウティカ』によると、ヘーラクレースはステュムパーロス湖の鳥を弓矢で追い払うことが出来なかったため、青銅製のガラガラを鳴らして追い払ったという。
この鳥は黒海のアレースの島にも生息していた。アルゴナウタイたちが島に上陸するべく近づくと、上空から翼を羽ばたかせ、船に向かって鋭い羽根を放った。この攻撃でオイレウス（小アイアースの父）が傷を負った。そこでヘーラクレースとステュムパーロスの鳥との戦いを実際に見たアムピダマース（テゲアー王アレオスの子）の提案で、戦士たち全員が高い冠毛のついた兜を被り、そのうち半数の者が櫂を漕ぎ、残りの半数は槍と楯で船を守った。そして大声を上げながら、騒音と、揺れる冠毛と、空に突き上げた槍で、鳥たちを怯えさせて、島に上陸した。さらに上陸後は楯を激しく打ち鳴らし、大音響を上げて鳥を追い払った。

### 異説
前3世紀頃の歴史家ムナセアスによると、ステュムパーリデスは鳥ではなく、ステュムパーロス王とオルニスの娘たちであり、モリオネに対して友好的であったためにヘーラクレースに殺されたという。
パウサニアースによると、ステュムパーロスのアルテミスの神殿には怪鳥の像があった。また同神殿には白亜の大理石で制作された処女たちの彫刻群もあったが、その脚は鳥の形状をしていたという。

### アラビアの鳥
パウサニアースの証言によると、アラビアの砂漠にはステュムパーリス鳥と呼ばれる鳥が生息していた。その大きさは鶴ほどで、形は朱鷺に似ているが、くちばしは朱鷺よりもずっと強く、朱鷺ほど曲がってはいない。この鳥は人になつかず、人を見ると飛びかかり、くちばしで攻撃して、甲冑に穴をあけることができたという。そこでパウサニアースはアルカディアー地方のステュムパーロス湖畔に棲みついた鳥たちはアラビアから渡ってきたのではないか、またあるいはヘーラクレースの伝説がアラビアまで伝わり、アラビア人たちが砂漠にすむ鳥をヘーラクレース伝説に登場する鳥の名前で呼んだのではないかと想像している。

## ギャラリー
古代の壺絵

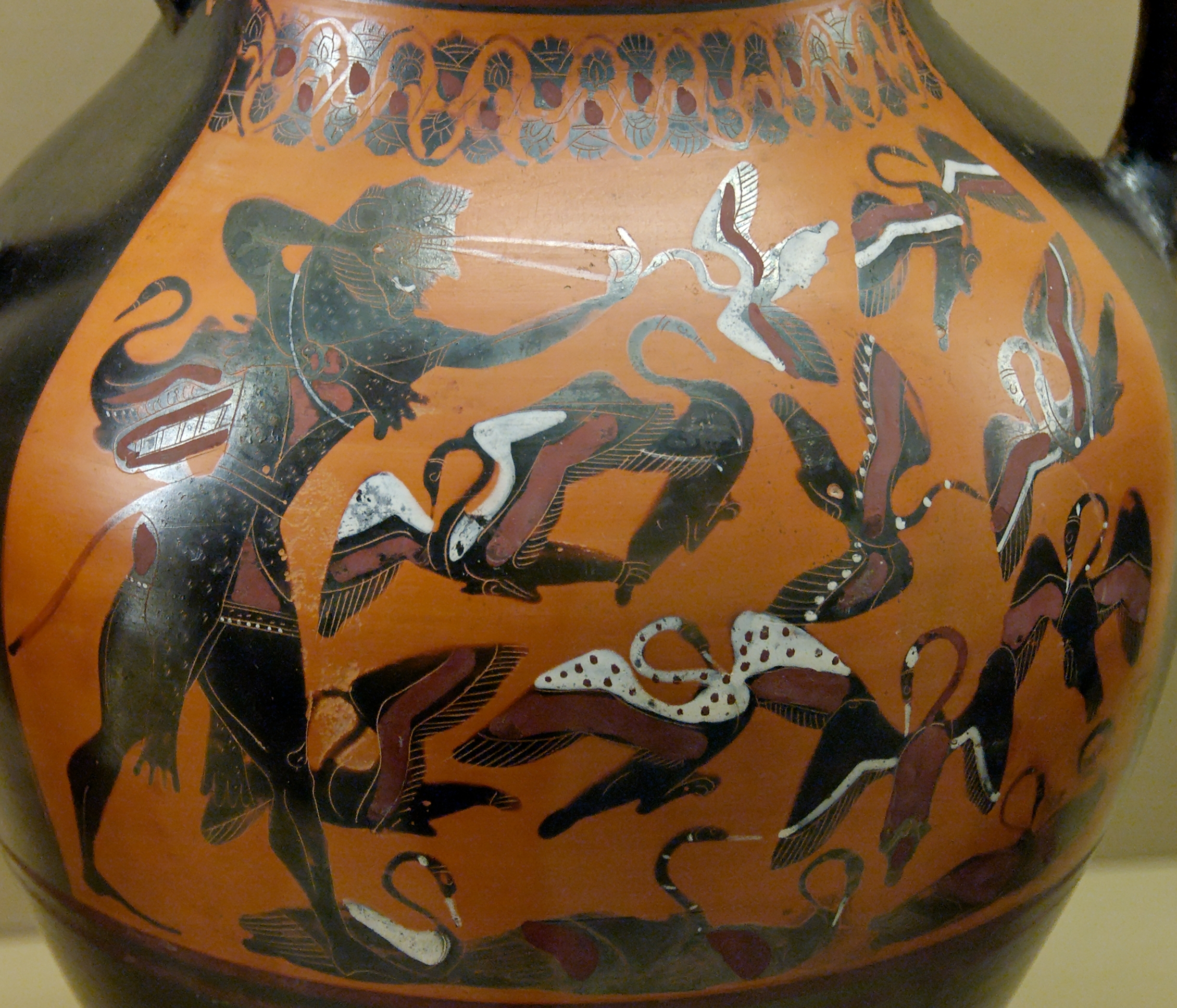
アッティカ黒絵式アンフォラ 前540年頃。大英博物館所蔵
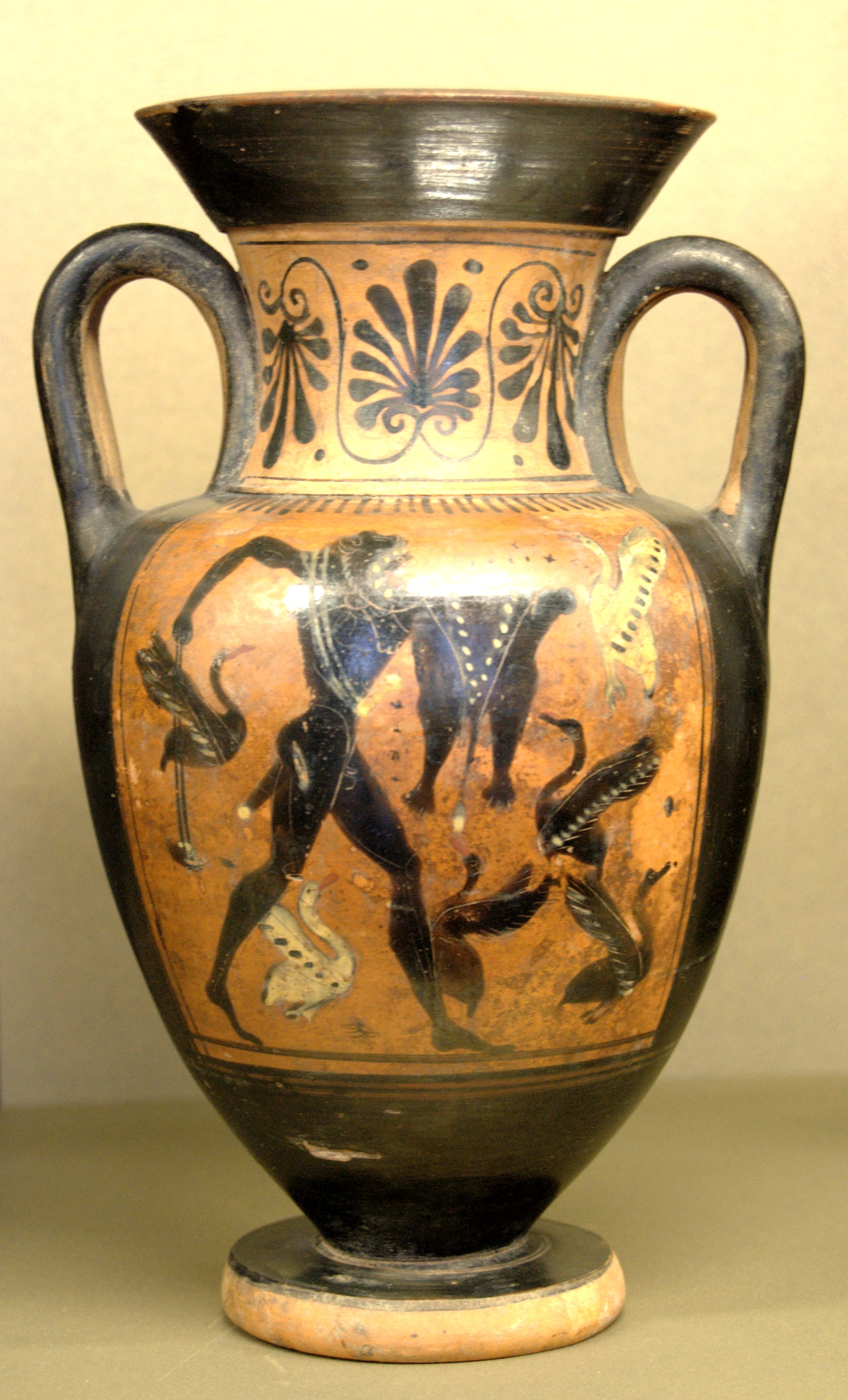
ディオスポスの画家によるアッティカ黒絵式アンフォラ 前500年-前490年頃 ルーヴル美術館所蔵
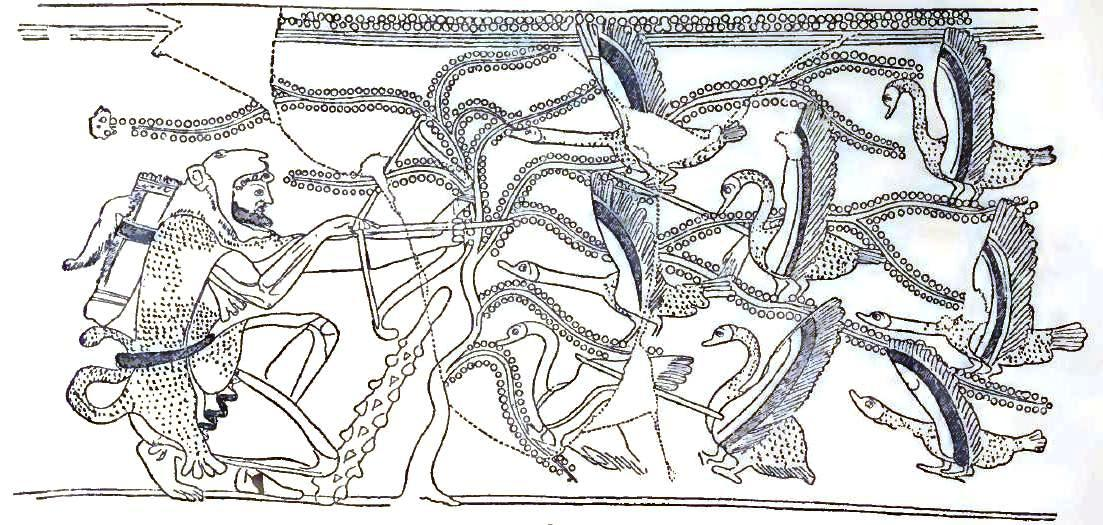
古代のレキュトスの図像

西洋絵画

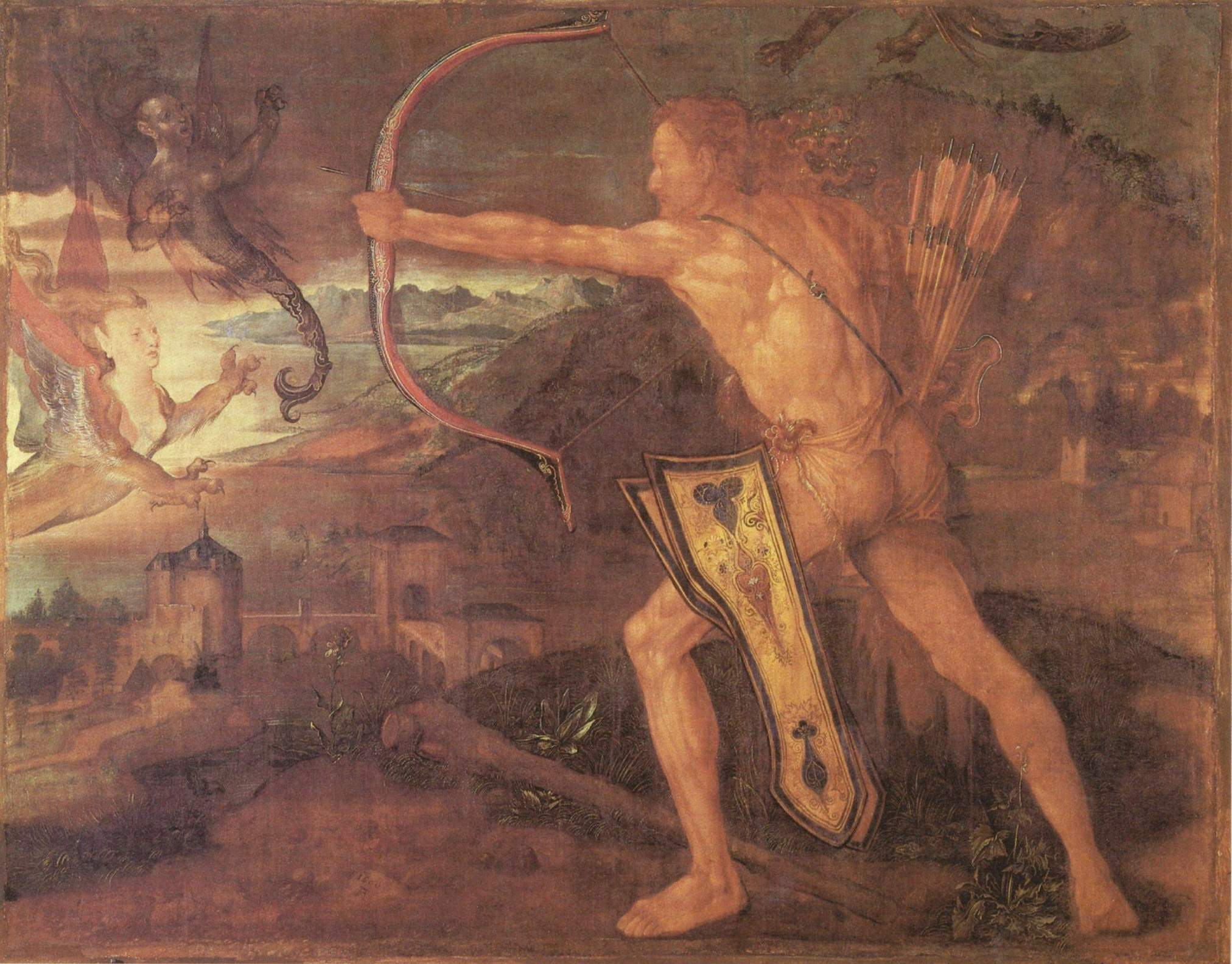
アルブレヒト・デューラー『ステュムパロスの鳥を退治するヘラクレス』1500年 ゲルマン国立博物館所蔵
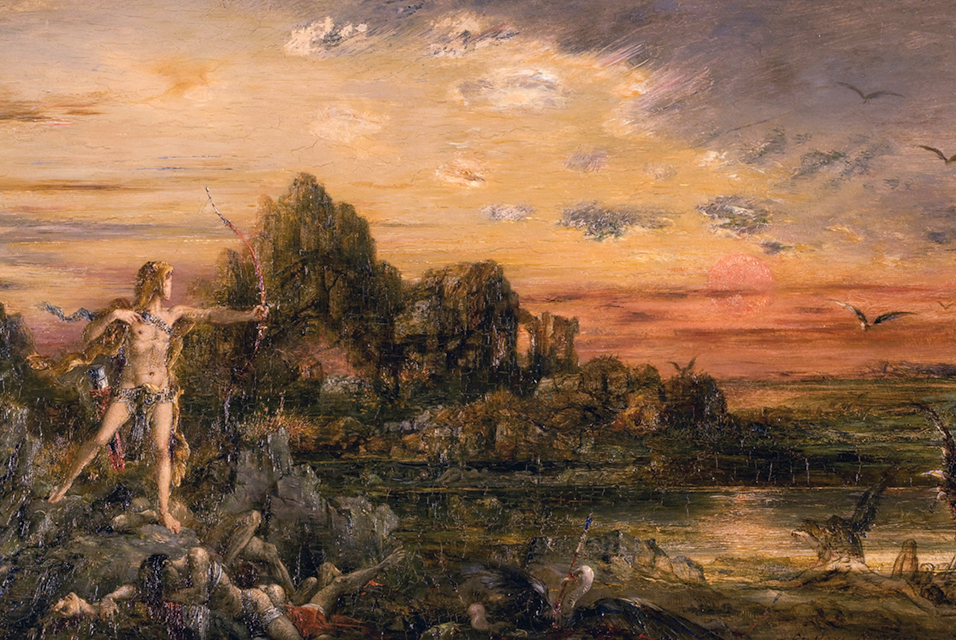
ギュスターヴ・モロー『ヘラクレスとステュムパロスの鳥』1872年頃 フランシス・リーマン・ローブ・アート・センター（英語版）所蔵
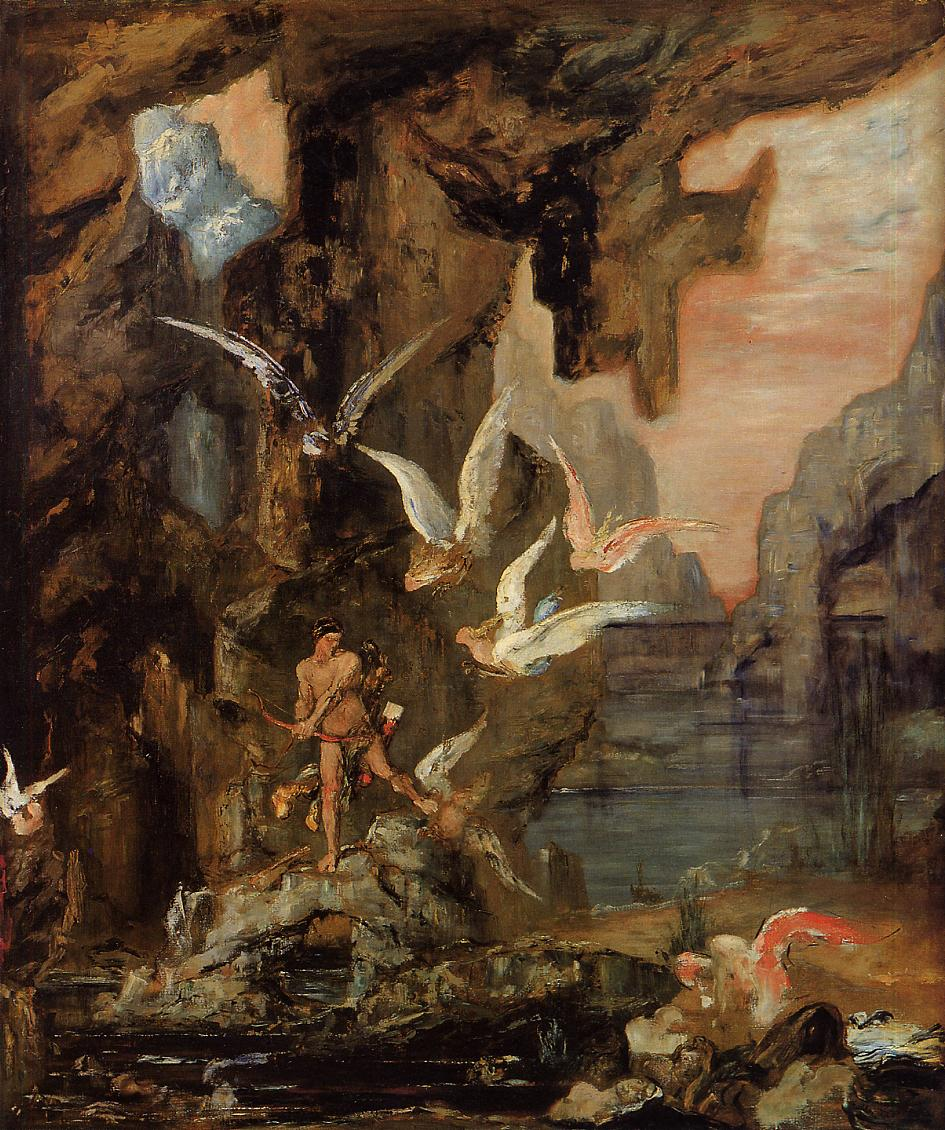
ギュスターヴ・モロー『ステュムパロス湖のヘラクレス』1875年-1880年頃 ギュスターヴ・モロー美術館所蔵